# Powiat bystrzycki
Powiat bystrzycki – powiat istniejący w latach 1818–1945 i 1945–1975, obejmujący część obecnego powiatu kłodzkiego (woj. dolnośląskie). Jego ośrodkiem administracyjnym była Bystrzyca Kłodzka. Inne miasta powiatu oprócz Bystrzycy Kłodzkiej to: Lądek-Zdrój, Międzylesie i Stronie Śląskie. Powiat wchodził w skład województwa wrocławskiego.
W latach 1818–1945 istniał powiat bystrzycki (niem. Landkreis Habelschwerdt) obejmujący trzy miasta (Bystrzyca Kłodzka, Lądek-Zdrój i Międzylesie), 87 gmin i dwa majątki rycerskie (obszary dworskie, niem. Gutsbezirke).
Po reformie administracyjnej w 1975 roku terytorium powiatu weszło w skład nowego województwa wałbrzyskiego.
W związku z reformą administracyjną z 1999 roku rada miejska w Bystrzycy Kłodzkiej zaproponowała utworzenie powiatu bystrzyckiego, w granicach którego znalazłyby się gminy Bystrzyca Kłodzka, Międzylesie i Stronie Śląskie. Wniosek ten nie znalazł jednak poparcia. Powiatu nie przywrócono, a samą Bystrzycę Kłodzką włączono do powiatu kłodzkiego.